# Лем (притока Чепци)
Лем (рос. Лем) — річка в Росії, ліва притока Чепци. Протікає територією Великососновського району Пермського краю та Шарканського і Дебьоського районів Удмуртії.
Річка починається на північний схід від присілка Сурони Шарканського району і вже через 1,5 км входить в межі Пермського краю. Протікає спочатку на північний схід, потім плавно повертає на північ та північний захід та захід. Після присілка Удмуртський Лем течія знову спрямована на північний захід. Впадає до Чепци навпроти присілка Нижня Пихта та гирла річки Пихта. Верхня течія пересихає. На річці створено декілька ставків. Приймає декілька дрібних приток, найбільші з яких ліві В'язовка, Ахембайка, Велика Кізнінка та Мала Кізнінка, а також Семенкасс та Іганка.
Над річкою розташовані населені пункти:
- Великососновський район — Кіпріно, Руський Лем
- Дебьоський район — Удмуртський Лем